# ROUTE 894
ROUTE 894（ルート　ハチキュウヨン）は、エフエム京都 (α-STATION) で毎週月 - 木曜の16:00 - 19:00に放送されていたリクエスト番組。略称はルーハチ。2004年4月5日から2009年3月31日まで5年間放送された。

## DJ遍歴
- 番組開始 - 2006年3月 - 月・火：柿元恵美、水・木：大久保かれん
- 2006年4月 - 2007年3月 - 月・火：新川恵理、水・木：大久保かれん
- 2007年4月 - 月・火：中みつ美、水・木：大久保かれん
- 2008年4月 - 2009年3月　－ 月・火：林智美、水・木：大久保かれん

## 概要
邦楽、洋楽などの音楽ジャンルを問わないリクエスト番組である。2007年5月3日放送分より、毎週木曜日は京都駅ビル東広場、Cafe Cento Cento内特設ブースからの公開生放送が行われていた（2008年4月度からは第2、第4木曜日のみ実施）。

## 主なコーナー

### ウィークリープレゼント
不定期ではあるが、一週間を通じて、ウィークリープレゼントと呼ばれるプレゼントコーナーを放送している。プレゼントの方法は以下の2種類がある。
- 一週間、毎日賞品が数人に当たるもの
- 一週間を通して応募を受け付け、週末（つまり、木曜日）に数人に賞品が当たるもの。

### My Anniversary
月曜・火曜の17:20ごろから放送される。前半はあるお題に従ったエピソードをリスナーから募集して放送し、後半はハイアットリージェンシー京都の魅力について放送する。このコーナーが放送される日には、ハイアットリージェンシーからプレゼントが提供される。

### Apanet Choei
長栄が提供するコーナー。京都府内（およびその付近）にて、同社が管理・運営している不動産物件についての特集が行われる。月・火・木の17：45ごろから放送され、長栄からの担当者1名と、月曜・火曜担当DJの林智美が担当している。2008年4月2日放送分より、放送開始（当時は18：30ごろから放送されていたが、後に現在の時間へと移動した）。

### 告リク
毎日、18時30分ごろに放送される、「告白リクエスト（略して『告リク』）」を放送するコーナーである。リクエスト曲よりも、リスナーからの告白を優先してDJが読み上げる。1回の放送につき、1つの告白しか読み上げられない。2008年4月1日放送分より、放送開始。

## 過去にあったコーナー

### TODAY'S JUNCTION
週ごとに「○○ジャンクション」とテーマが決められ、さらにその中で日ごとに「○○ジャンクションの中の△△ジャンクション」と銘打たれ、そのテーマに関するエピソードをリスナーから募集するコーナーである。番組の色々なコーナーの中でも、特に人気が高い。18時台に放送される。